# Wasilij Zotow
Wasilij Pietrowicz Zotow (ros. Васи́лий Петро́вич Зо́тов, ur. 5 marca?/17 marca 1899 we wsi Mamonowo w guberni kałuskiej, zm. 1 lutego 1977 w Moskwie) – radziecki polityk, ludowy komisarz/minister przemysłu spożywczego ZSRR (1939–1949 i 1965–1970), Bohater Pracy Socjalistycznej (1969).

## Życiorys
W latach 1917–1919 członek zarządu związku spożywców w Moskwie, w 1919 służył w Armii Czerwonej, 1922–1929 zastępca dyrektora i dyrektor piekarni w Moskwie, od 1925 w RKP(b)/WKP(b). W latach 1929–1933 kierownik wydziału pieczenia chleba moskiewskiego związku spożywców, 1933–1937 dyrektor moskiewskiego trustu piekarniczego związku spożywców, od września 1937 do maja 1938 szef Głównego Zarządu Przemysłu Piekarniczego Ludowego Komisariatu Przemysłu Spożywczego ZSRR. Od maja 1938 zastępca ludowego komisarza, a od 19 stycznia 1939 do 5 sierpnia 1949 ludowy komisarz/minister przemysłu spożywczego ZSRR. Od 21 marca 1939 do 5 października 1952 zastępca członka KC WKP(b), 1942–1943 zastępca członka Państwowego Komitetu Obrony ZSRR Anastasa Mikojana, 1950–1953 dyrektor fabryki wyrobów cukierniczych "Krasnyj Oktiabr´". Od marca 1953 zastępca ministra, a od 24 sierpnia 1953 do 10 maja 1957 minister przemysłu towarów spożywczych ZSRR. Od 25 lutego 1956 do 30 marca 1971 zastępca członka KC KPZR, od 10 maja 1957 do 7 grudnia 1962 zastępca przewodniczącego Państwowego Komitetu Planowania Rady Ministrów ZSRR w randze ministra ZSRR, od stycznia 1963 do września 1964 szef Zarządu Przemysłu Spożywczego Sownarchozu ZSRR – minister ZSRR, od września 1964 do 2 października 1965 zastępca przewodniczącego Sownarchozu ZSRR – minister ZSRR. Od 2 października 1965 do 15 stycznia 1970 minister przemysłu spożywczego ZSRR, następnie na emeryturze. Deputowany do Rady Najwyższej ZSRR 2 kadencji i od 4 do 7 kadencji. Pochowany na cmentarzu Nowodziewiczym.

## Odznaczenia i medale
- Medal Sierp i Młot Bohatera Pracy Socjalistycznej (14 marca 1969)
- Order Lenina (pięciokrotnie, m.in. 16 listopada 1942, 16 marca 1949, 16 marca 1959 i 14 marca 1969)
- Order Czerwonego Sztandaru Pracy (1 sierpnia 1936)
- Order Czerwonej Gwiazdy (2 marca 1944)